# Pro Lombardie
Pro Lombardie Indépendance (lombard : Pro Lombardia Indipendenza) est un parti indépendantiste actif en Lombardie, en Italie.
Le parti est créé à Brescia le 11 septembre 2011. Il est initialement présidé par Alberto Reboldi, puis par Giovanni Roversi à partir de 2014,,, et enfin par Alfredo Gatta depuis septembre 2019.
Il comptait 300 activistes en 2014 et possédait des sièges dans cinq municipalités fin 2017.
En 2019, le mouvement des jeunes de Padanie de Bergame quittent la Ligue du Nord pour créer une antenne[à vérifier] de Pro Lombardie Indépendance.
Pro Lombardie Indépendance est membre de l'Alliance libre européenne. 
En 2020, Pro Lombardie Indépendance est l'un des fondateurs du réseau Autonomie e Ambiente, réunissant huit mouvements autonomistes, fédéralistes et indépendantistes italiens,,.